# Грб Брјанске области
Грб Брјанске области је званични симбол једног од субјеката Руске федерације са статусом области — Брјанске области. Грб је званично усвојен 5. новембра 1998. године.

## Опис грба
Грб Брјанске области је француски плави штит. Плава боја штита је боја словенског јединства, симболизује јединство међу Словенима (Руси, Бјелоруси, Украјинци) који настањују област.
У доњем дијелу штита спајају се три златне греде које штит дијеле на три дијела, од којих је сваки дио симбол јединства словенских земаља: Русије, Бјелорусије и Украјине. Исто значење имају и други елементи које грб носи - историјску и геополитичку позицију на конвергенцији граница трију словенских држава.
У горњем дијелу штита, стилизована је слика златне смрче са три нивоа грана, које добро призују симбол брјанских шума. Мањи грб на централном дијелу стилизоване смче је грб града Брианска, који има вишеструку симболичку вредност, а уједно је и главни град области.
Грб је омеђен храстовим вијенцем, који симболички одређује статус области као дијела Руске Федерације и који је обдарен од федералне владе. Вијенац је увезан са двије траке: десна трака је реда Лењина, које је области додјељена 1967. године, аона на лијевој страни је трака са медаљом „Партизана у Великом отаџбинском рату“.
Састав храстових венаца изнад штита приказује укрштени срп и чекић, симболизује не само „нераскидиви савез радника и сељака“, већ и чињеницу да је Брјанска област територијални ентитет створен под совјетским режимом.